# 플루오린화물

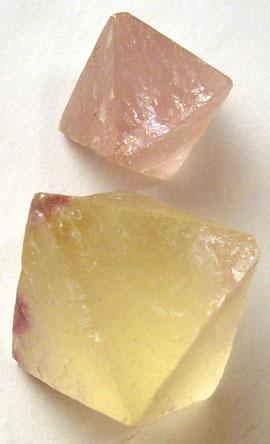
결정 상태의 형석

플루오린화물(fluoride, 플루오르화물)은 이온으로 존재할 때와 다른 원소 또는 원자단과 결합할 때 산화·환원 반응을 거친 형태의 플루오린 화합물로, 음이온 F−를 가리킨다.

## 화학적 특성

### 염기도
플루오린화물은 염기의 역할을 할 수 있다. 양성자(H+
)와 결합할 수 있다:
F− + H+ → HF